# Tito Curtílio Mância
Tito Curtílio Mância (em latim: Titus Curtilius Mancia) foi um senador romano nomeado cônsul sufecto para o nundínio de novembro e dezembro de 55 com Cneu Cornélio Lêntulo Getúlico. Sua origem é incerta, mas há indicativos de que ele seja da Gália Narbonense. Provavelmente por influência de Sexto Afrânio Burro, conselheiro de Nero, muitos governadores das províncias germânicas vieram dessa região. Além disso, sua filha, Curtília Mância, se casou com um nobre narbonense chamado Domício Lucano. Não se conhece nenhum outro senador com este nome, o que indica que ele deve ter sido um homem novo.

## Carreira
Edmund Groag suspeitava que depois de Mância ainda houve mais um cônsul sufecto em 55 a.C. e Miriam Griffin afirma que uma possível renúncia antes do fim do ano pode ter sido motivada pelo início da nova função no começo do ano seguinte. Mas esta tese não é geralmente reconhecida.
Segundo o escritor Flégon de Trales, já a partir de 56 Curtílio Mância substituiu Lúcio Antíscio Veto como legado imperial da Germânia Superior. Até 58 há evidências firmes de que ele estava na função: seu colega na Germânia Inferior, Lúcio Dúvio Ávito, pediu-lhe ajuda militar neste ano para uma campanha contra os ampsivários que viviam na região da moderna Emsland. Mância aparentemente atendeu o pedido e marchou com seu exército através do Reno invadindo a Germânia Magna. Não se sabe quando ele deixou o posto, mas é provável que ele tenha ficado lá até a chegada de Públio Sulpício Escribônio Próculo em 63.
Uma lei chamada Lex Manciana é conhecida a partir de diversas inscrições e ela trata da administração da província da África e das terras imperiais na região. Vários estudiosos assumem que teria sido Curtílio Mância a aprová-la, o que implica que ele teria sido governador ou um legado extraordinário na África na época de Nero ou já no período flaviano. Porém, é incerto se Mância teve qualquer coisa a ver com esta lei, que pode inclusive ter sido aprovada ainda no período republicano.

## Família
Plínio, o Jovem, relata em uma de suas cartas que Mância não suportava seu genro, Domício Lucano. Por causa disto, ele não deixou sua herança para sua filha (aparentemente filha única), mas para sua neta e na condição de que ela fosse liberada do controle de seu pai. Quando Mância morreu, Domício liberou sua filha para permitir que ela assumisse a herança, mas combinou com seu irmão, Domício Tulo, para que ele a adotasse, o que permitiu que os dois dispusessem à vontade da herança de Curtílio Mância.
A neta de Mância, Domícia Lucila, a Velha, foi mãe de Domícia Lucila, a Jovem, a mãe do imperador Marco Aurélio.